# Egreniermaschine

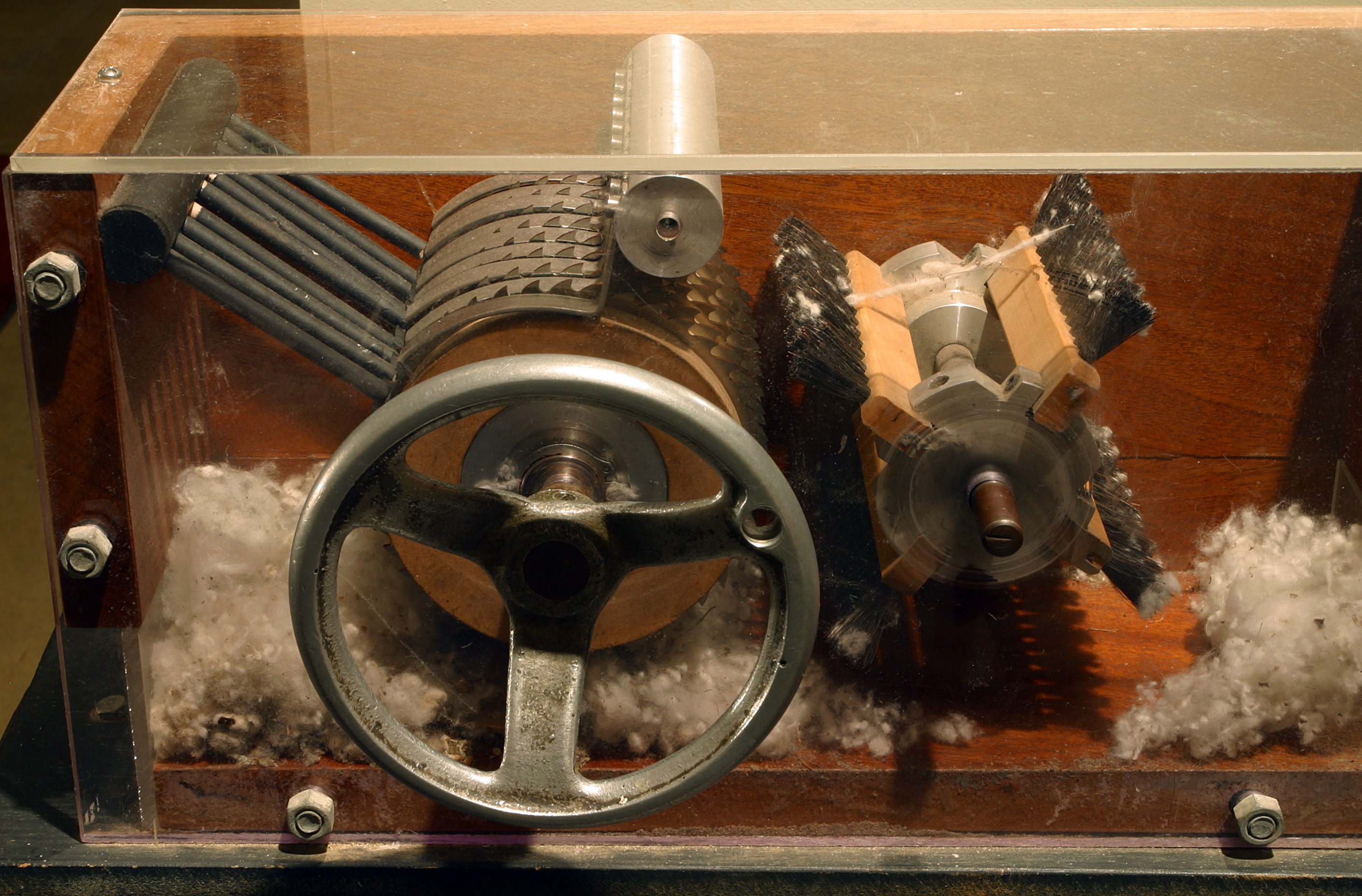
Frühe Cotton Gin im Eli-Whitney-Museum in Hamden (Connecticut)

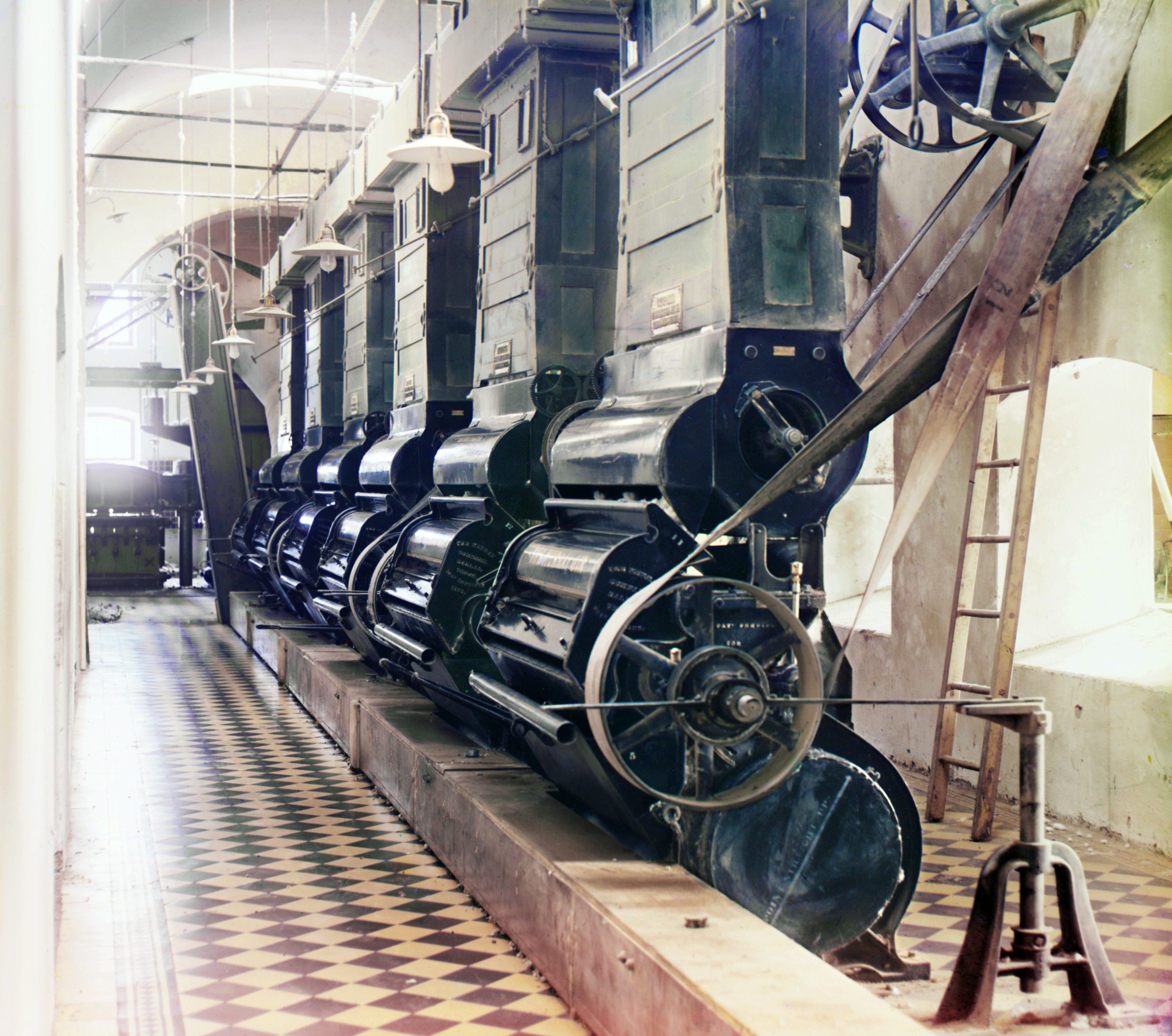
Mehrere Entkörnungsmaschinen einer Fabrik in Taschkent um 1910, Fotografie von Sergei Michailowitsch Prokudin-Gorski

Die Egreniermaschine (englisch Cotton Gin, deutsch auch Entkörnungsmaschine) ist eine Maschine zum Entkörnen, Egrenieren oder Ginnen von Baumwolle, das heißt zur Abtrennung der Baumwollfasern von den Samenkernen. Das Entkörnen findet in der Regel direkt nach der Ernte statt, die erzeugten Kuppelprodukte sind zu Ballen gepresste Baumwollfasern, Baumwollsamen und Linters. Bei den heute eingesetzten Maschinen unterscheidet man zwei Bauarten, wobei die Sägezahn-Egreniermaschine deutlich häufiger eingesetzt wird.
Historisch war das Entkörnen ein so aufwändiger Prozess, dass die Naturfaser Baumwolle nur dort in größerer Menge verarbeitet wurde, wo einfache Werkzeuge und Maschinen bekannt waren, die die Arbeit erleichterten. Ein Zentrum dieser Entwicklung war der Süden Asiens. Ende des 18. Jahrhunderts wurde in den Vereinigten Staaten die Sägezahnmaschine entwickelt, die einen wesentlichen Fortschritt darstellte und dort den Baumwollanbau zu einem wesentlichen Wirtschaftsfaktor machte. Seit dem späten 19. Jahrhundert wurde Baumwolle zunehmend industriell in eigenen Fabriken entkörnt.

## Prozess

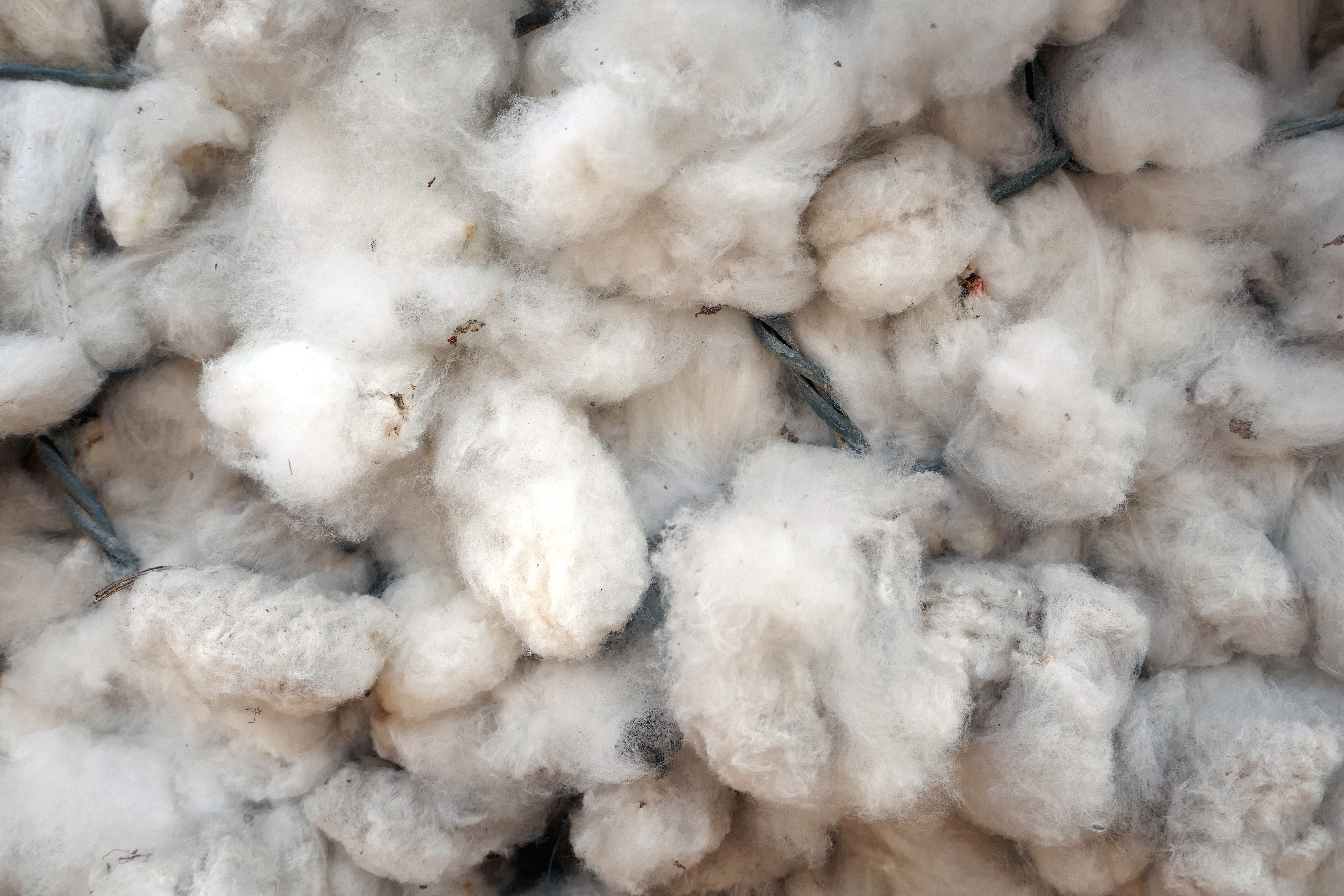
Handgeerntete Rohbaumwolle in Benin

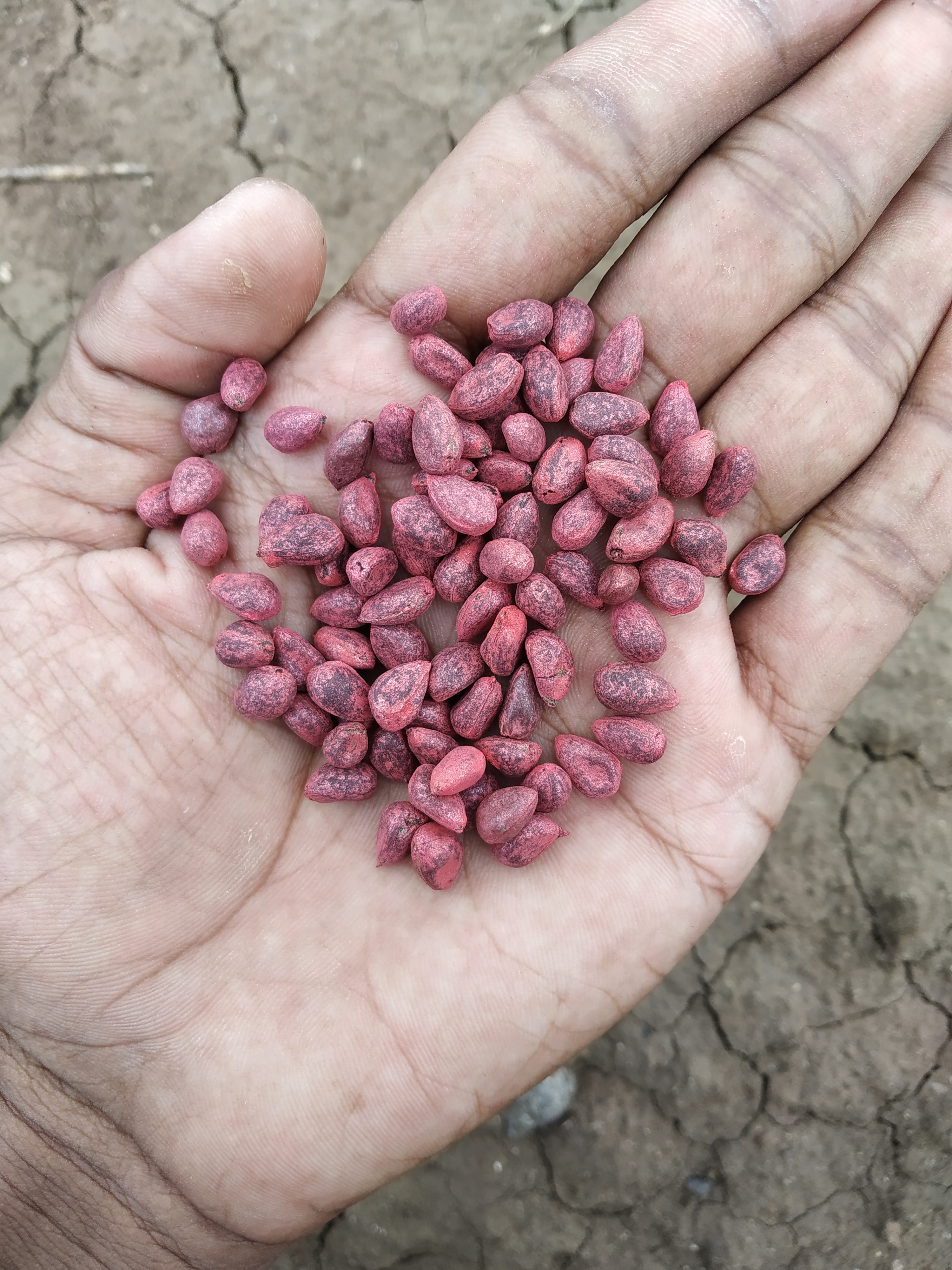
Baumwoll-Samen

Das Entkörnen findet nach der Ernte in den Anbauregionen statt. Je nachdem, wie verunreinigt die geerntete Roh-, Samen- oder Saatbaumwolle ist, muss sie vorher von Pflanzenteilen befreit werden.
Beim Entkörnen werden die langen Fasern (Lint) von den Samen abgerissen. Sehr kurze Fasern, Linters oder Grundwolle genannt, bleiben am Samen. Aus einer Kapsel mit etwa 4 g Samenbaumwolle bleiben nach dem Entkörnen 1,5 g Fasern übrig.
Mit sogenannten Lintermaschinen, Lintergins oder Entwollmaschinen wird die Grundwolle von den Samen entfernt. Sie wird vor allem zur Papierherstellung, als Filz oder als Polstermaterial verwendet. Aus den als Nebenprodukt anfallenden Baumwollsamen gewinnt man Baumwollsamenöl oder Fette für die Herstellung von Seifen oder Kerzen. Der Presskuchen kann zu Viehfutter oder Düngemittel verarbeitet werden.

## Entkörnungsmaschinen
Bei den Entkörnungsmaschinen (Gins) unterscheidet man zwei verschiedene Bauarten:
- die Sägezahn-Egreniermaschine (Saw-Gin)
- die Walzen-Egreniermaschine (Roller-Gin).

Die Sägezahnmaschine arbeitet aufgrund ihrer weiterentwickelten Mechanisierung und Automatisierung wirtschaftlicher als die Walzenmaschine. Es werden bis zu 8000 kg pro Stunde und Anlage vor allem Kurz- und Mittelstapel-Baumwolle verarbeitet, allerdings werden die Fasern mit diesem Mechanismus stark beansprucht, so dass es zu Faserschädigungen und höheren Staub- und Kurzfaseranteilen kommt. Die schonendere Walzenmaschine wird für besonders langstapelige Baumwolle eingesetzt. Allerdings liegt die Produktivität nur bei 500 bis 1000 kg pro Stunde und Anlage.
Entkörnungs- oder Egrenieranlagen für Baumwolle heißen im englischen Cotton Gin. Das Wort Gin hat hier keine Beziehung zu dem Getränk Gin, sondern stammt von dem alten mittelenglischen Wort gin ‚Vorrichtung, Falle‘, eine Kurzform des ursprünglich altfranzösischen engin‚ (Kriegs-)Maschine, Gerät, Erfindung. In der Verbindung mit Baumwollentkörnung ist es im amerikanischen Englisch seit Ende des 18. Jahrhunderts verbreitet.

## Geschichte
Baumwolle wird seit der Jungsteinzeit in den Tropen angebaut, sowohl als Naturfaser als auch als Ölfrucht. Nur bei der Neuwelt-Art Gossypium barbadense, die in Südamerika heimisch war und in der Karibik verbreitet wurde, konnten die Baumwollfasern einfach mit der Hand vom Samen getrennt werden. Die Menschen in Südamerika züchteten die Art so, dass die Samen zusammenwuchsen und sich leicht ablösen ließen.

### Einfache Handwalze (single roller gin)

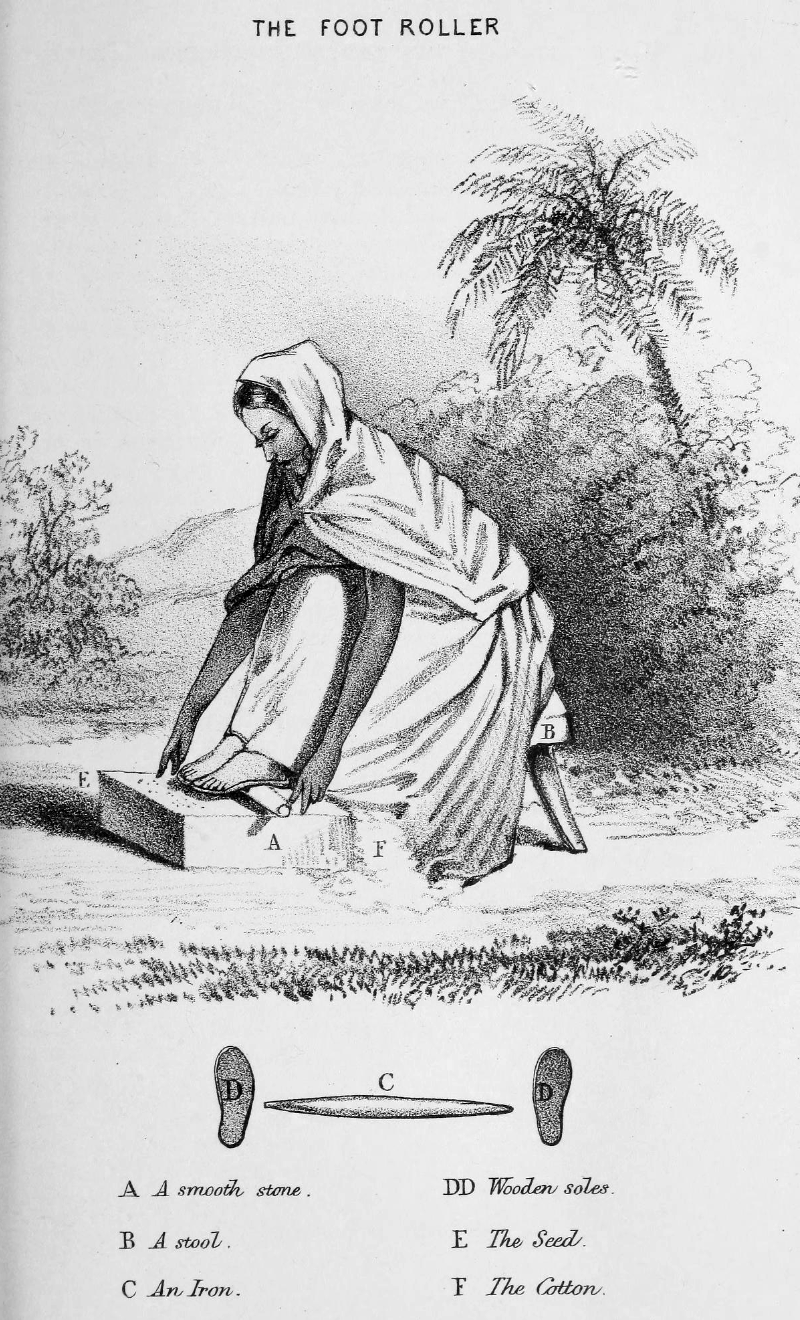
Frau in Indien entkörnt Baumwolle mit einer Eisenwalze, Zeichnung von 1836

Außerhalb Südamerikas erfanden die Menschen einfache Werkzeuge zum Entkörnen. Diese ersten Gins bestanden aus einer eisernen Handwalze (später auch mit den Füßen bedient) und einem flachen Sockel, ähnlich einem Mahlstein. Die älteste bekannte Darstellung dieser Technik ist eine Malerei aus dem 5. Jahrhundert in den indischen Ajanta-Höhlen. Die Werkzeuge waren in Asien um den Jangtsekiang und den Indus, in Afrika am Niger und im vorkolonialen Südwesten der Vereinigten Staaten bekannt. Der Prozess war aber so aufwändig, dass die Baumwolle als Textilfaser nur eine untergeordnete Rolle spielte.

### Handbetriebene Walzenmaschinen (Churka und Roller-Gin)
In Indien und China wurden bessere Techniken zur Entkörnung erfunden. Die frühen Roller-Gins waren einfache Maschinen mit zwei gegenläufigen Walzen aus Hartholz oder Eisen, die von Hand angetrieben wurden. Eine Variante dieser Walzenmaschine, die indische Churka (auch charkha oder belna) mit einem Schneckengetriebe, verbreitete sich von Indien bis in die Levante und nach Südostasien. In China setzten sich zwei andere Typen von Walzenmaschinen durch. Im Laufe der Zeit wurden der Antrieb und die Art der Walzen verbessert. Ein anderes Gerät reinigte die entkörnte Baumwolle mit Hilfe einer gespannten Saite, die in Schwingung versetzt wurde und Verunreinigungen wegschleudert.
Es wird vermutet, dass handbetriebene Walzenmaschinen etwa fünf Mal effizienter als Handwalzen waren und schon im Mittelalter die meiste Baumwolle so entkörnt wurde. Die Churka wurde seit Mitte des 18. Jahrhunderts auch auf den Plantagen in den amerikanischen Südstaaten eingesetzt. Sie wurde für den dortigen Gebrauch angepasst und Roller-Gin genannt. Größere Anlagen wurden von Tieren oder Wasserkraft angetrieben.

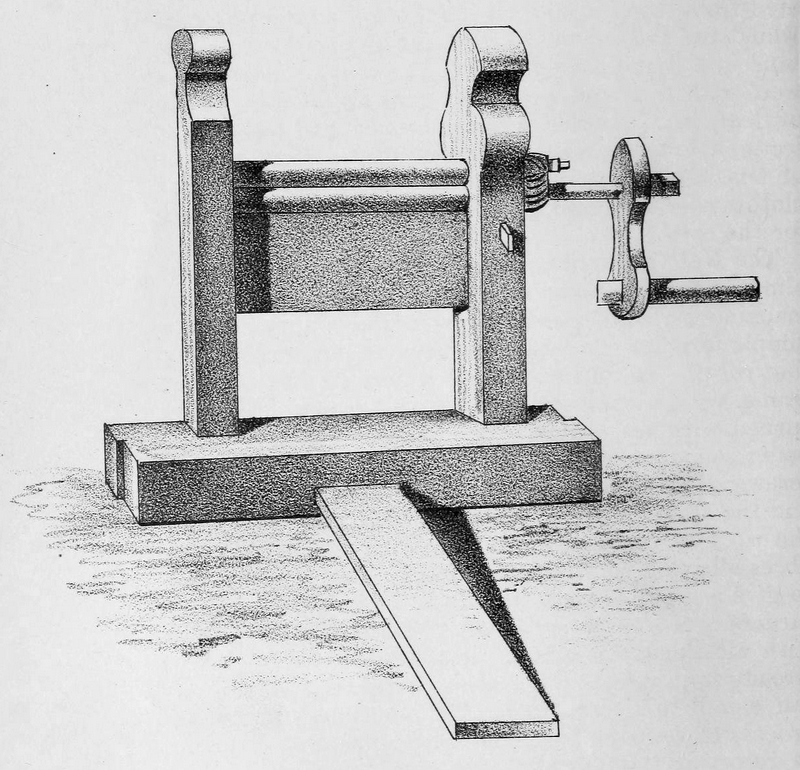
Zeichnung einer Churka, 1836
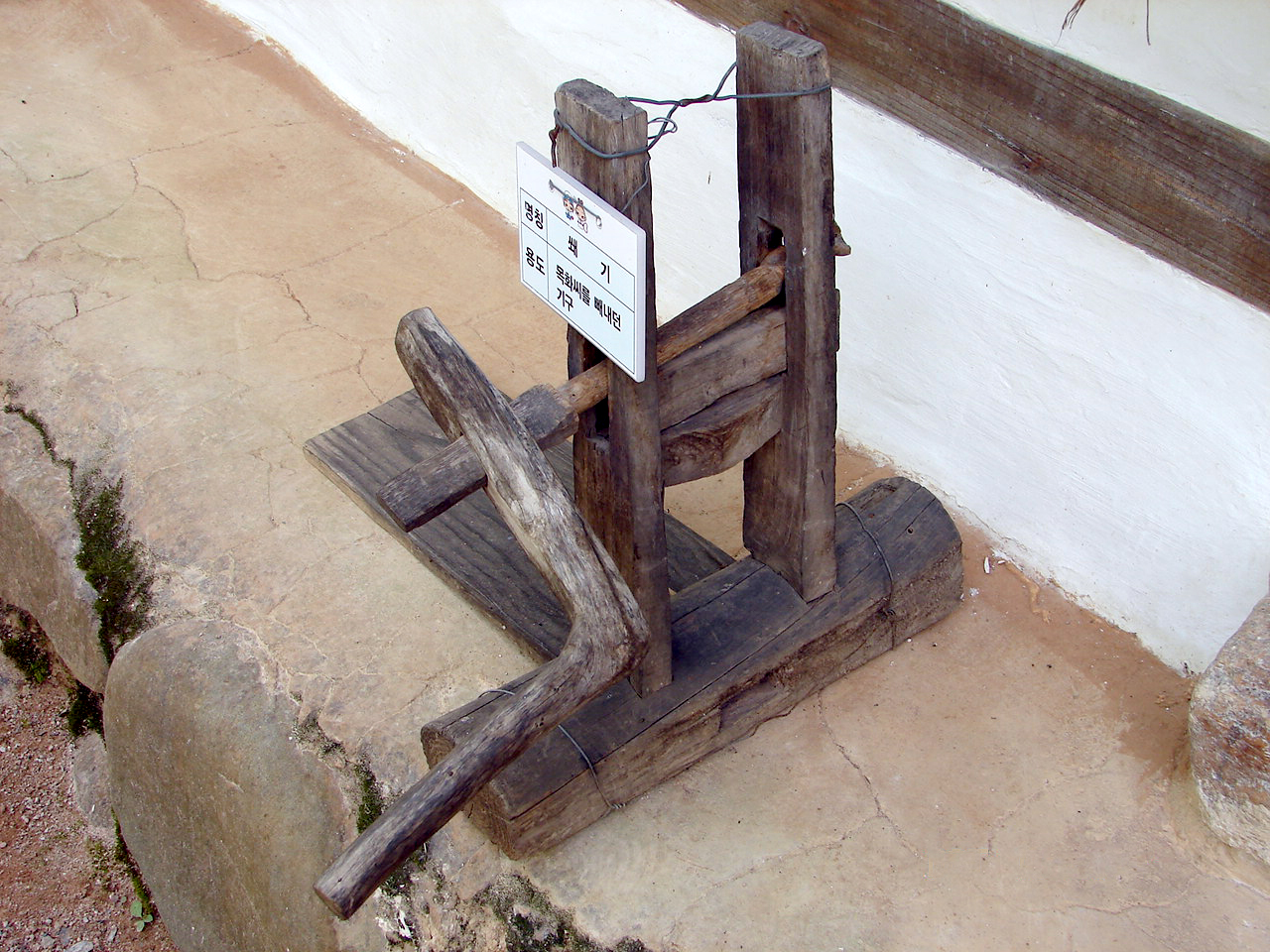
Walzenmaschine in einem Freilichtmuseum in Jecheon, Südkorea
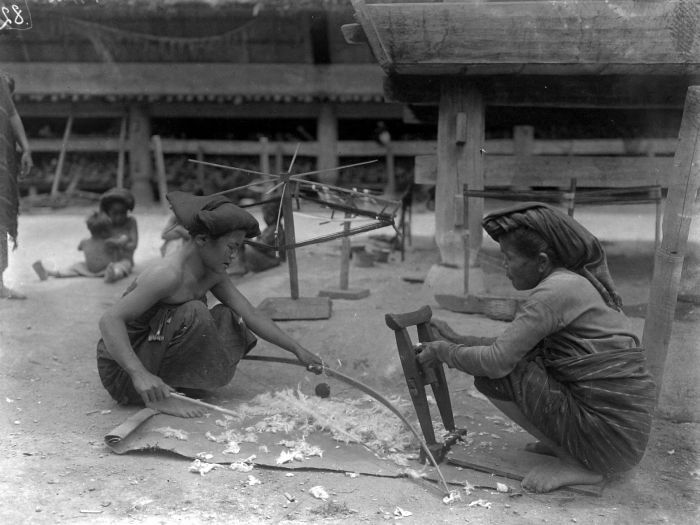
Zwei Karo-Batak-Frauen in Nordsumatra entkörnen und reinigen Baumwolle, Fotografie von Tassilo Adam, 1910er-Jahre.
Drei Frauen in Gatlinburg, Tennessee ginnen Baumwolle mit einer handbetriebenen Maschine, Fotografie aus dem Jahr 1936
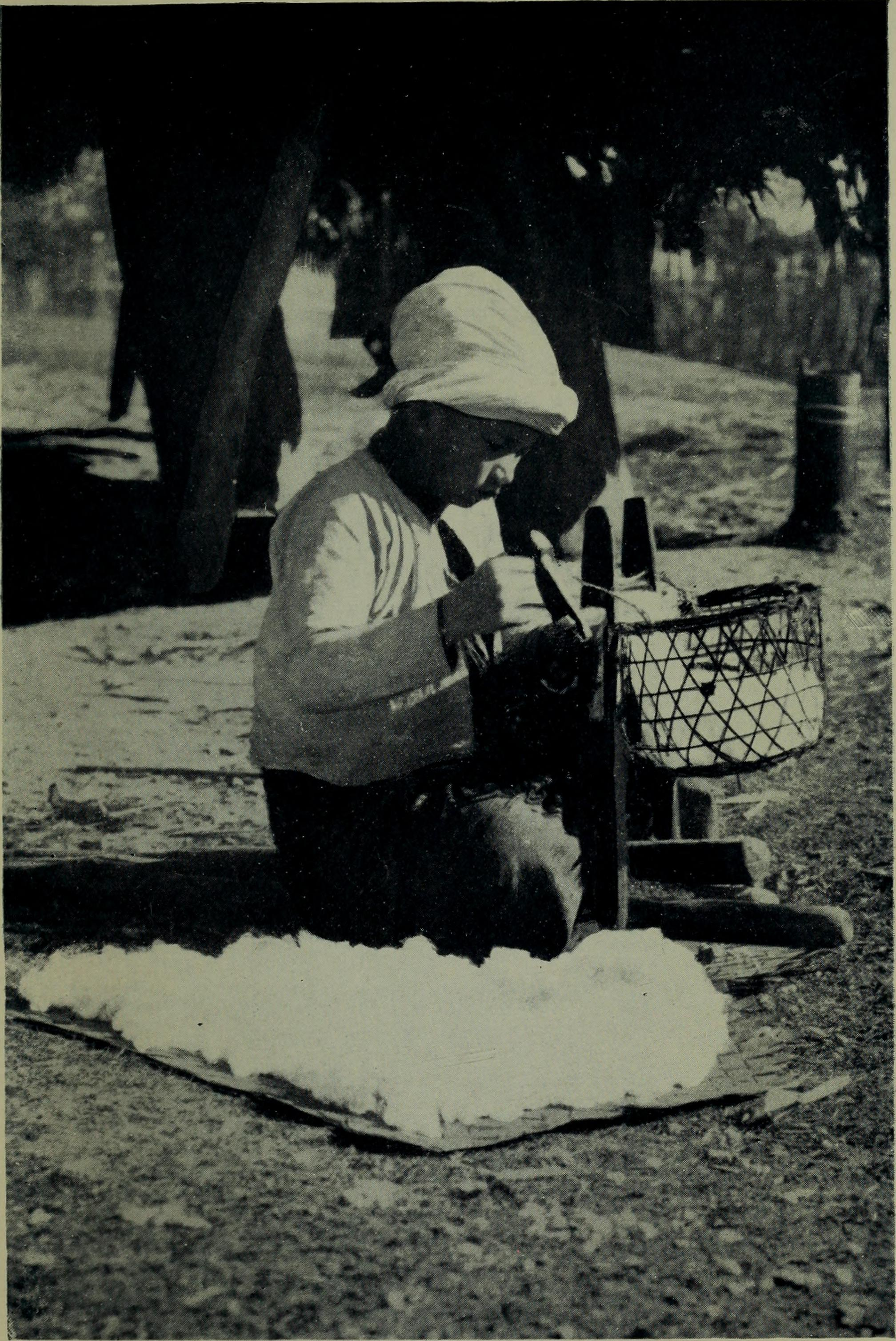
Duleng-Mädchen in Myanmar entkörnt Baumwolle mit einer Walzenmaschine, 1921

### Erfindung der modernen Cotton Gin (Saw-Gin)

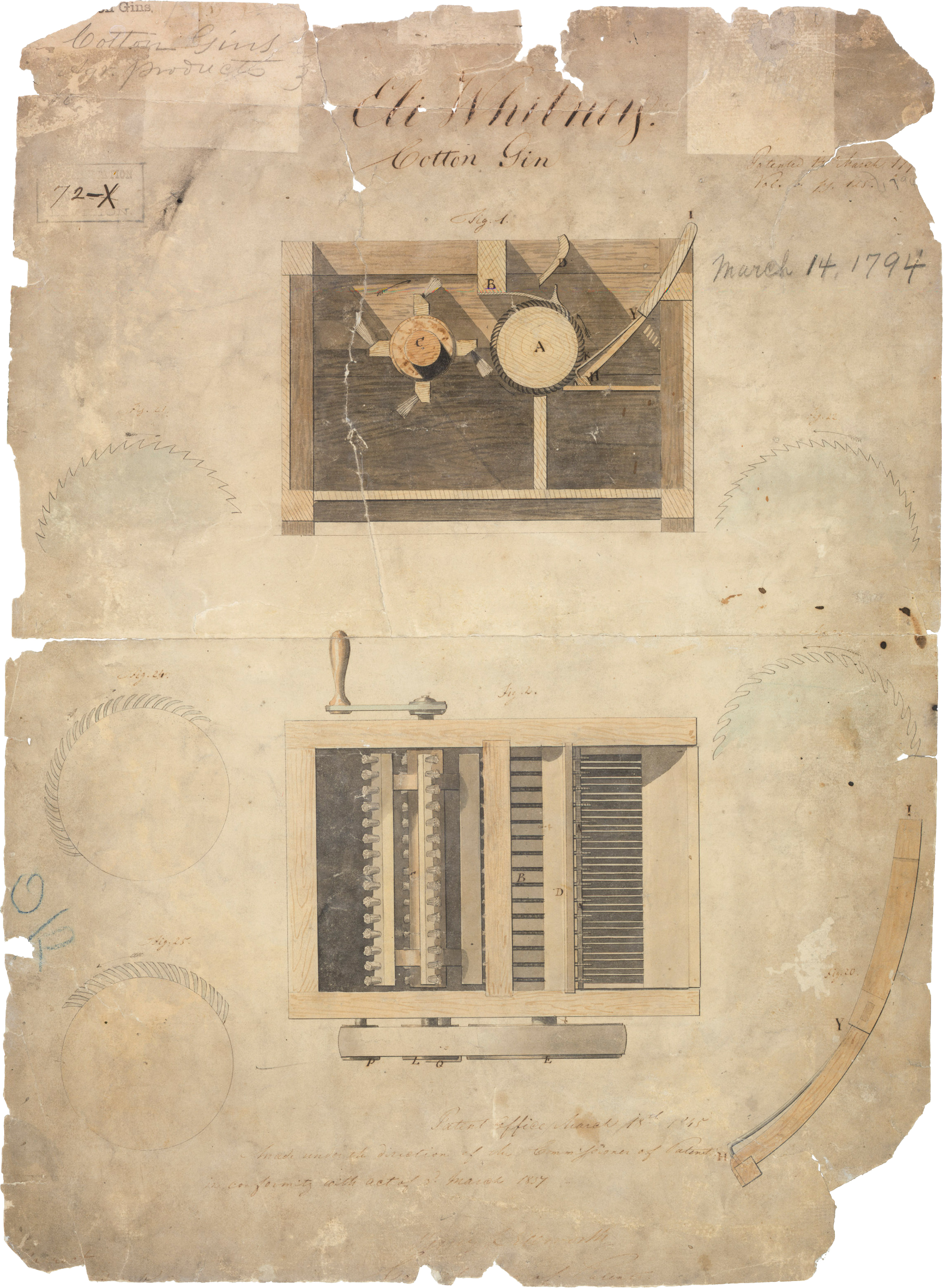
Whitneys Patent für den Cotton Gin vom 14. März 1794

Nach dem Amerikanischen Unabhängigkeitskrieg hatten die USA sich von Textilimporten aus England weitgehend unabhängig gemacht. Gleichzeitig wuchs durch die Verbreitung der Spinnmaschinen die weltweite Nachfrage nach Baumwolle. Die Hochland-Baumwolle (Gossypium hirsutum), die in den Südstaaten am besten gedieh, musste aber aufwändig entkörnt werden. Um die Menge an entkörnter Baumwolle wesentlich zu erhöhen, kamen in den 1780er Jahren erste Ideen zur Nutzung von gezahnten Egreniermaschinen auf. Es wurden sogenannte Erfindungsvorbehalte (Caveats of Invention) durch das Kriegsministerium vergeben, da es noch kein Patentamt in den USA zu dieser Zeit gab. Der Erfinder hatte einen Schutz von 5 Jahren für seine Erfindung. Diese Möglichkeit nutzte auch Hogden Holmes für seine Arbeiten an einer Sägezahnegreniermaschine, die er 1787 begann und für die er am 14. März 1789 einen Erfindungsvorbehalt erhielt. Ein Patent hatte er aber bis dahin nicht angemeldet, so dass Eli Whitney für seine Erfindung einer Egreniermaschine, die er 1793 einreichte, genau am Tag des Auslaufens von Holmes Erfindungsvorbehalt am 14. März 1794 ein Patent erhalten konnte. Holmes meldete später seine Erfindung ebenfalls beim Patentamt an, das ihm am 12. Mai 1796 unter dem US-Patent X115 gewährt wurde. Daher wird die Erfindung häufig Whitney zugeschrieben, der damals auf Catharine Littlefield Greenes Plantage arbeitete, der Mulberry Grove Plantation (heute bei Port Wentworth im Chatham County). Umstritten ist auch, welchen Anteil Greene an seiner Erfindung hatte. Sie soll die Arbeit von Whitney finanziert haben. Matilda Joslyn Gage schrieb 1883, dass Greene ihm außerdem vorschlug, statt den unzureichenden Zähnen aus Holz solche aus Draht zu verwenden.
Whitney und sein Geschäftspartner Phineas Miller wollten die Gins an Plantagen vertreiben und für die Nutzung eine Gebühr verlangen. Da die Maschine aber mechanisch relativ einfach war, begannen viele, selber ähnliche Maschinen zu bauen. Whitney und Miller konnten sich dagegen nicht wehren und machten so mit der Erfindung keinen großen Profit. Um die Patentprozesse zu finanzieren, hat Greene sogar ihre Plantage verkauft. Zudem hatte Holmes’ Maschine den Vorteil, dass sie durchgehend betrieben werden konnte, während bei Whitneys Erfindung die Samen zwischendurch entfernt werden mussten.

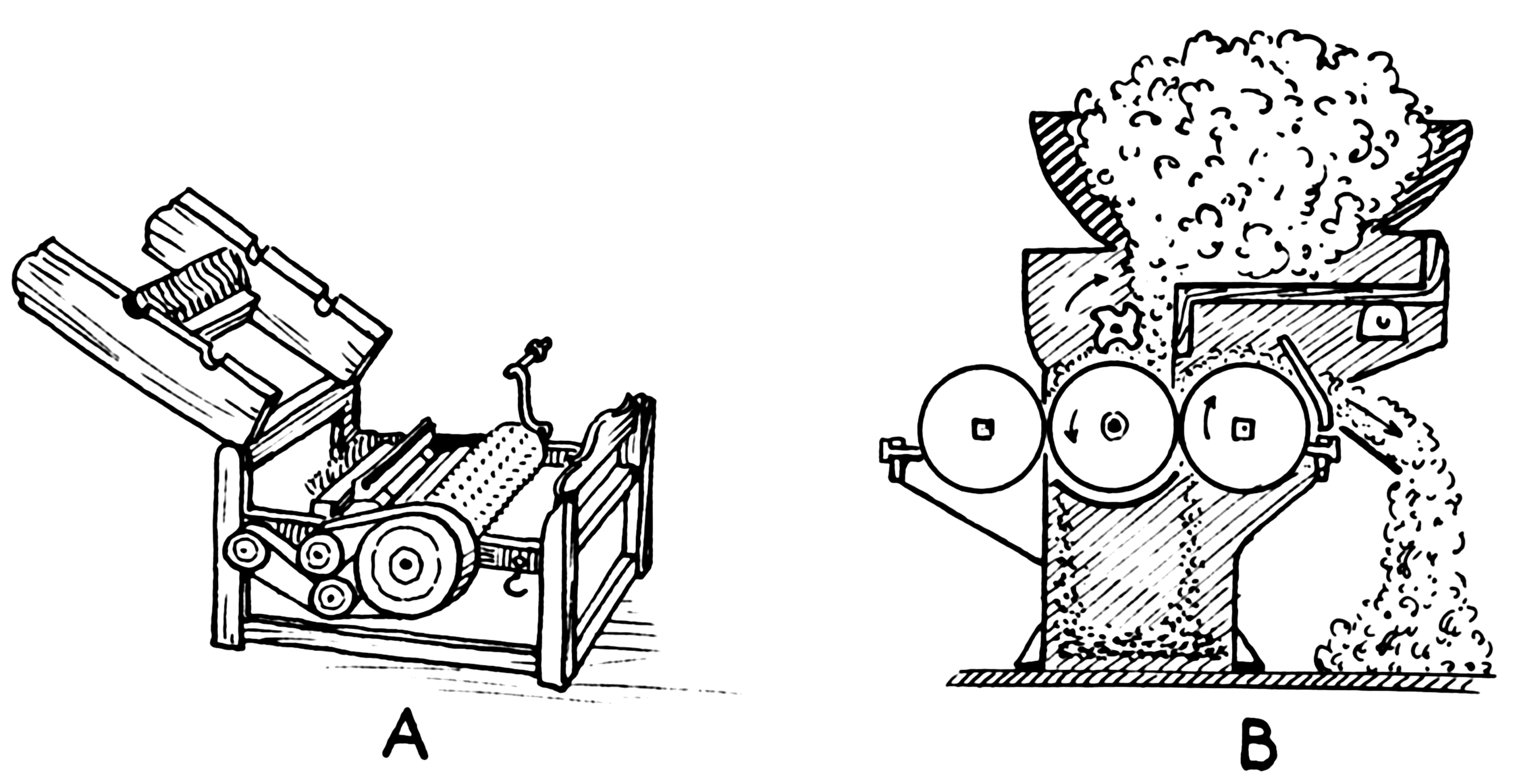
Prinzipzeichnung einfacher Sägezahn-Egreniermaschinen

Die Sägezahn-Egreniermaschine besteht aus einer Kombination aus einem Rost und kleinen Drahthaken bzw. Kreissägeblättern, die die Baumwollfasern durch die engen Öffnungen des Rosts ziehen, während die Samen zurückbleiben. Bürsten entfernen dabei kontinuierlich die losen Baumwollfasern, um Verstopfungen zu verhindern. Kleine Cotton Gins arbeiteten mit Handantrieb, während größere mit Pferde- oder Wasserkraft betrieben wurden.
Erst die Erfindung der Egreniermaschine machte in den Südstaaten der USA den Baumwollanbau erst wirklich profitabel und beförderte den Einsatz von Sklaven. Dies wiederum zog eine enorme Ausdehnung der Anbauflächen nach sich und machte Baumwolle zu einem der wichtigsten Exportgüter der USA. Die Sklavenwirtschaft in den durch Agrarproduktion geprägten Südstaaten brachte diese im Laufe des 19. Jahrhunderts zunehmend in Konflikt mit den industriell geprägten Nordstaaten und führte schließlich zum Amerikanischen Bürgerkrieg.

### Weiterentwicklung der Sägezahnmaschine
Etwa ab 1820 entstanden die ersten Fabriken, die erfolgreich Gins bauten. Die Funktionsweise der Maschinen wurde kontinuierlich weiterentwickelt. Wichtige Schritte waren etwa die Erfindung der ersten mechanischen Aufgabeeinheit im Jahr 1834 und Verbreitung von Ballenpressen ab 1840. Spätere Fortschritte betrafen vor allem die Vorbehandlung: Trocknungs- und Säuberungsgeräte für die Saatbaumwolle setzten sich in den USA in der Mitte des 20. Jahrhunderts durch, vor allem nachdem das Pflücken von Hand durch Baumwollernter ersetzt wurde, bei denen die Rohbaumwolle stärker verunreinigt war.

### Weiterentwicklung der Walzenmaschine

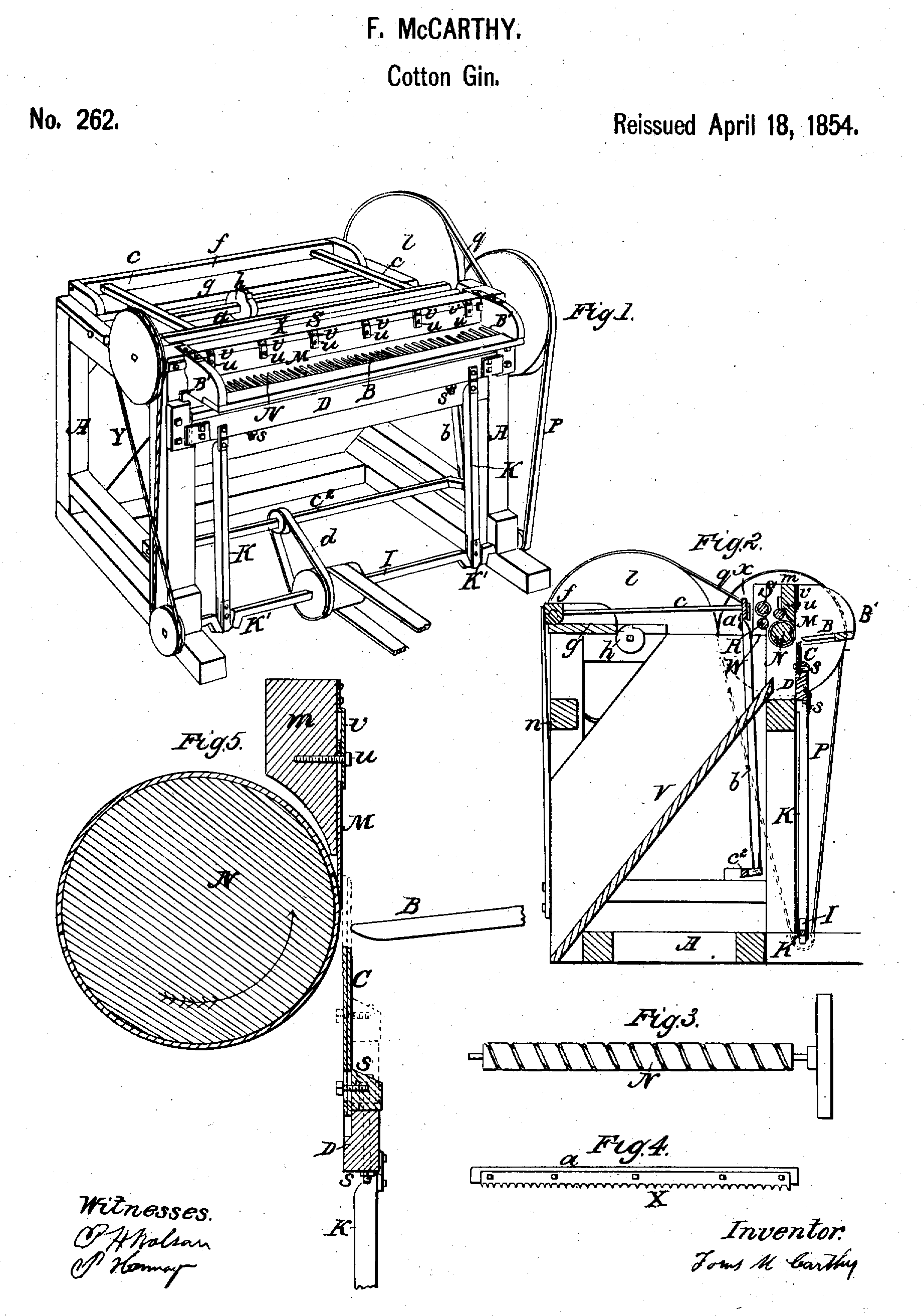
Patentzeichnung von McCarthys Walzenmaschine

Auch nach der Erfindung der Saw-Gin wurde extralangstapelige Baumwolle weiter mit den Churkas und ihren Weiterentwicklungen egreniert. 1840 erfand Fones McCarthy eine effizientere Roller-Gin, die sich auch für langstapelige Baumwolle gut eignete. Die MacCarthy-Maschine arbeitet mit einer Walze, die mit aufgerautem Leder bezogen ist, und zwei Messern. Die Rohbaumwolle wird gegen die Walze gedrückt, die Samen schlüpfen unter das auf der Walze liegende obere Messer. Mit beweglichen Untermessern werden die Fasern dann vom Samen abgeschnitten. Die Walzen-Egreniermaschine wurde vor allem in England weiterentwickelt und in den britischen Kolonien eingesetzt, etwa ab 1857 in Ägypten. Um 1960 wurde in den Vereinigten Staaten eine Walzenegrenieraschine mit rotierenden Messern entwickelt, die sich dort durchgesetzt hat.

## Entkörnungsbetriebe

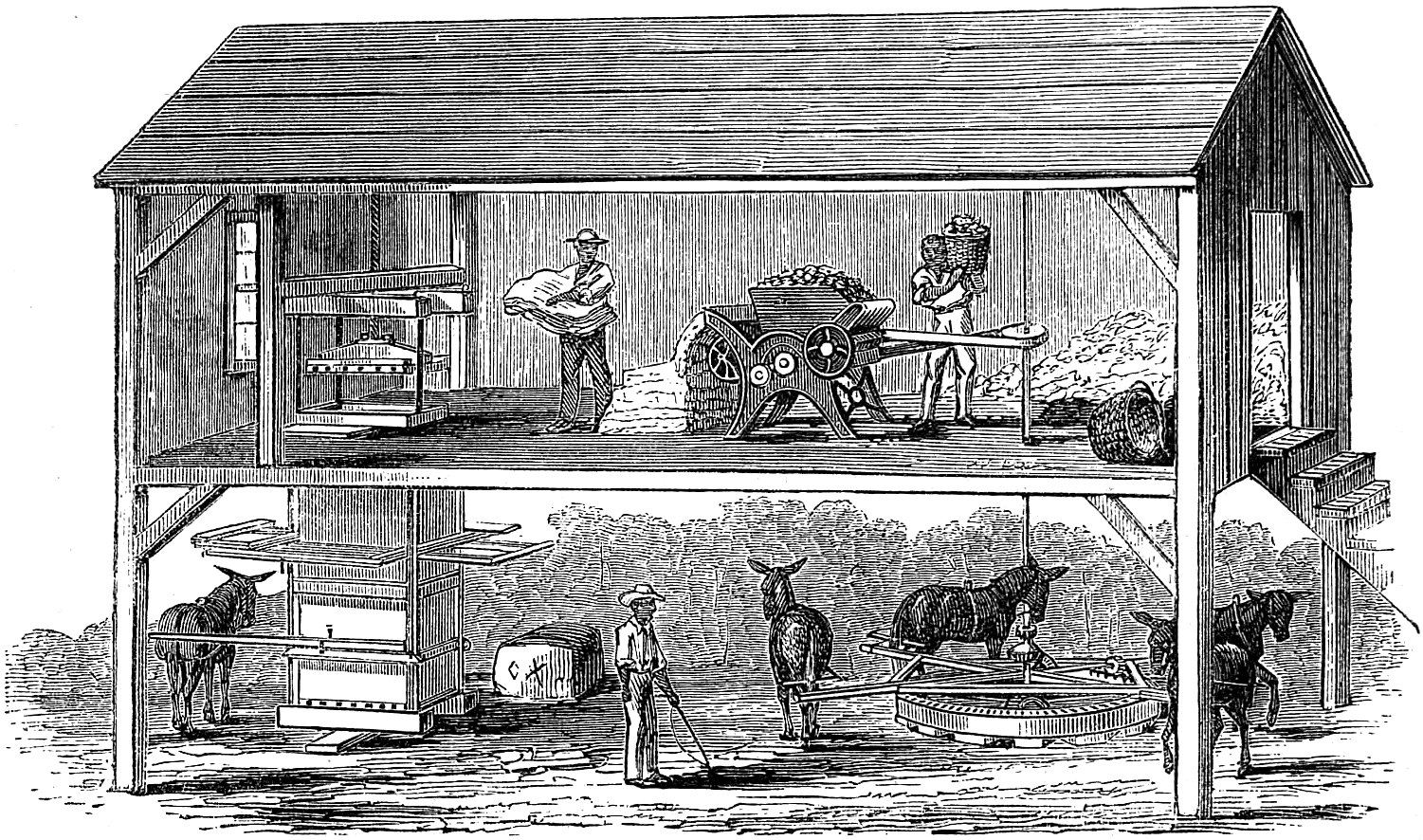
Von Zugtieren angetriebene Ginnerei (Gin House) aus The American Cyclopædia, 1879 (verfügbar bei Wikisource)

Zunächst betrieb jede Baumwollplantage eine Entkörnungs- und Pressanlage. Dann ging man dazu über, die Anlagen zu zentralisieren und mit Dampfkraft zu betrieben. In den USA setzte dieser Prozess nach dem Bürgerkrieg und dem Ende der Sklaverei ein. Robert S. Munger entwickelte Mitte der 1880er-Jahre die Entkörnungsanlagen zur System-Ginnerei (englisch system gin) mit mehreren Gins (englisch gin stands) weiter. Mit der automatischen Beschickung der Maschinen und einer Ballenpresse war die vorindustrielle Entkörnung endgültig veraltet.
In modernen Entkörnungs- oder Egrenierfabriken (ginnery oder ginning mill) stehen meist mehrere Egreniermaschinen nebeneinander, die von Flugkanälen oder anderen Fördersystemen beschickt werden. Für eine Vorreinigung kann ein Öffner eingesetzt werden. Zum Weitertransport wird die entkörnte Baumwolle zu Ballen gepresst, mit Bändern gesichert und in Stoff oder Plastik verpackt.

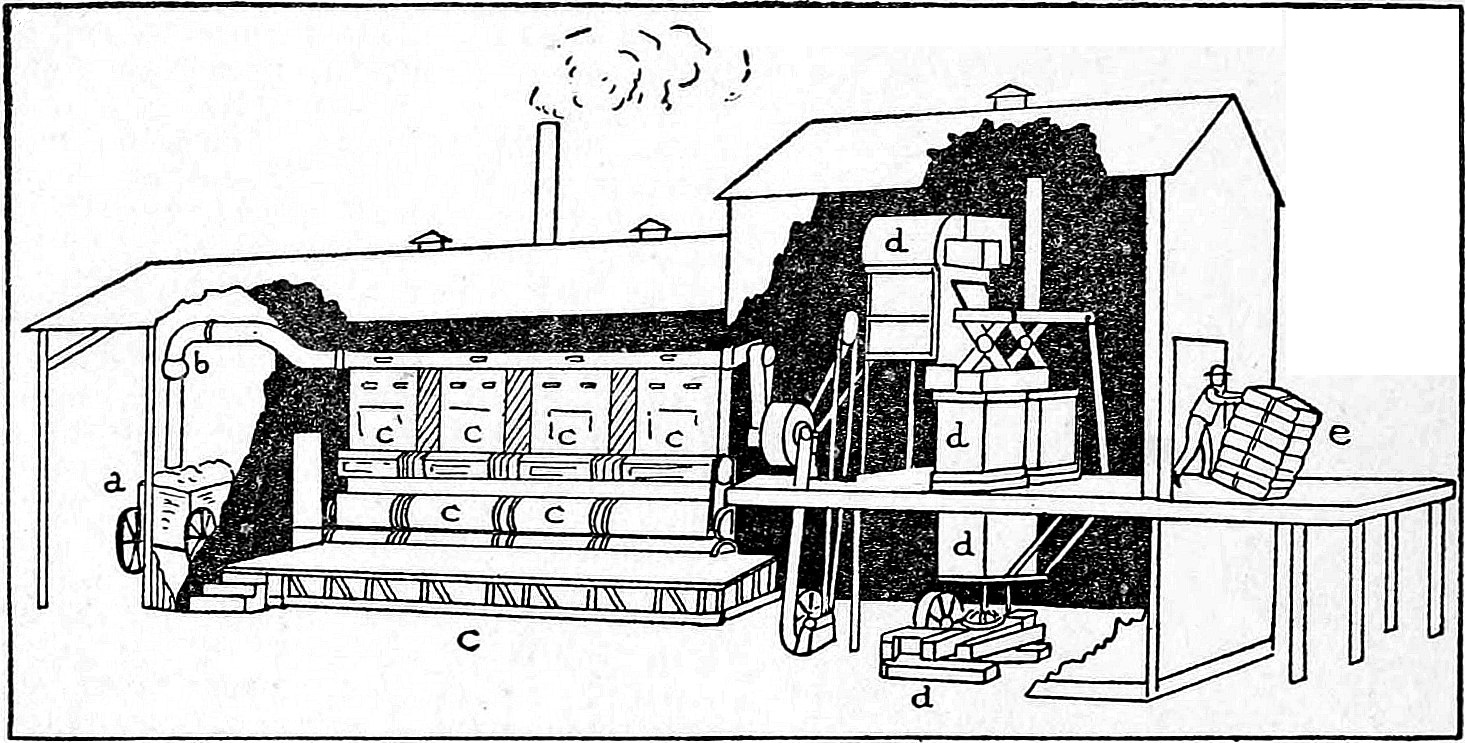
Entkörnungsfabrik in Collier’s New Encyclopedia, 1921 (verfügbar bei Wikisource):
a – Anlieferung der Rohbaumwolle b – Saugleitung c – Entkörnungsmaschinen (Gins) d – Ballenpresse e – Baumwollballen